# Dulce de leche
Il dulce de leche (/ˈdulθe de ˈletʃe/ o /ˈdulse de ˈletʃe/) in spagnolo o doce de leite (/ˈdo.si d͡ʒi ˈlej.tʃi/) in portoghese, è un dessert a base di latte. È un dolce molto popolare in gran parte dell'America Latina. Viene preparato facendo cuocere a lungo il latte e lo zucchero fino a ottenere una crema, e il suo sapore è molto simile a quello delle caramelle al mou.
Il nome tradotto alla lettera significa “dolce di latte” e si prepara in modo simile a una marmellata di frutta, ma con il latte al posto di questa. 
Il dolce francese confiture de lait è molto simile alla variante spalmabile del dulce de leche . Ne esistono versioni più o meno simili in Perù (il Manjar Blanco), in Colombia e Venezuela (l'arequipe, manjar blanco del valle, panelitas de leche), in Cile ed Ecuador (il manjar), in Cuba (fanguito, fatto con il latte concentrato cotto in pentola a pressione per 45 minuti), e in Messico (la cajeta).
Nonostante sia di facile preparazione casalinga, in molti paesi sudamericani il dulce de leche si trova anche in commercio già pronto da mangiare. Per la commercializzazione del dulce de leche, il Código Alimentario Argentino, ovvero l'insieme di leggi che regolano l'industria alimentare del paese, prevede che ci si attenga a caratteristiche di qualità e preparazione stabilite da rigide norme.

## Origini
Ci sono diverse versioni storiche sulla nascita del dulce de leche. La più famosa riguarda il caudillo argentino Juan Manuel de Rosas del XIX secolo. La storia narra che in un pomeriggio d'inverno, a casa di de Rosas, la domestica stesse preparando della lechada (una bevanda a base di latte e zucchero fatta bollire fino a caramellarsi) quando sentì bussare alla porta. Lasciò la lechada sul fornello e andò ad aprire; quando tornò in cucina, la lechada si era cotta fino a trasformarsi in una crema marrone: il dulce de leche.
Potrebbe anche essere nato in Europa, forse come la confiture de lait francese: una leggenda popolare molto simile e risalente al XIV secolo viene tramandata nella regione della Normandia, e narra del cuoco di una guarnigione militare che ebbe lo stesso incidente mentre preparava del latte zuccherato per colazione.
Nel 2003 il giornalista argentino Víctor Ego Ducrot ha dimostrato che il dulce de leche si originò in Cile, arrivando a Cuyo e successivamente a Tucumán, dove si utilizzò come ripieno per gli alfajores.
Nel 2008, durante il Primo Seminario del Patrimonio Agroindustriale di Mendoza, l'architetto argentino Patricio Boyle ha dimostrato che nel 1620 il Collegio di Mendoza riportò nel registro delle spese l'importazione di «dulce de leche chileno».
Anche se esistono registri del consumo di dulce de leche fin dall'epoca coloniale, il Cile non ha mai reclamato la paternità del prodotto.

## Preparazione e utilizzi

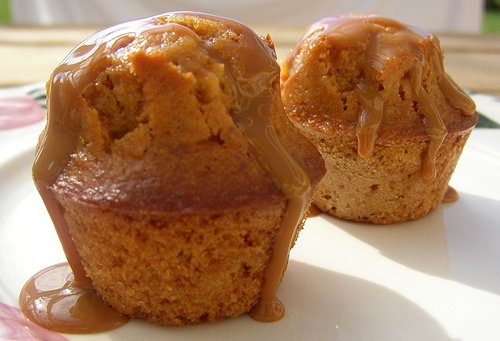
Muffin guarniti con il dulce de leche.

La ricetta base prevede una lunga bollitura di latte e zucchero, ma sono previsti ingredienti aggiuntivi per le varianti regionali. La cottura può andare da un minimo di mezz'ora a un massimo di due ore, e necessita di continua mescolatura. Il dulce de leche può essere preparato anche bollendo a lungo del latte condensato dolcificato. Anche se il processo di trasformazione durante la cottura viene definito come caramellizzazione, in verità corrisponde a una reazione di Maillard, una reazione chimica che è responsabile di gran parte dei sapori dei cibi cotti. Normalmente il volume del dulce de leche pronto equivale a un sesto del volume degli ingredienti originari.
Il dulce de leche è usato per guarnire molti dolciumi, come torte, biscotti o gelati. Viene consumato anche al cucchiaio o spalmato su pane fresco o tostato. La confiture de lait francese viene generalmente servita con fromage blanc.
Il modo più veloce per prepararlo è quello della pentola a pressione; occorre un barattolo di latte condensato, inserirlo chiuso nella pentola, riempire con acqua fino ad almeno 4 dita sopra il barattolo. Dal fischio calcolare 25 minuti, far fuoriuscire il vapore, lasciare raffreddare l'acqua, aprire il barattolo a freddo e travasare il contenuto in un nuovo barattolo di vetro sterilizzato.

## Tipi
Il dolce di latte argentino si suddivide generalmente in tre diversi tipi di preparazioni: il morbido criollo (creolo), il più comune, il pastelero (pasticciere), più spesso e meno fluido, e il ligero (leggero), dietetico, con meno zucchero.